# Pseudocella obliqua
Pseudocella obliqua is een rondwormensoort uit de familie van de Leptosomatidae.